# Helmut Ostermeyer
Helmut Ostermeyer (* 1928; † 5. Juni 1984) war ein Bielefelder Richter und Sachbuchautor. Im März 1979 war er an der Gründung der SPV „Die Grünen“ beteiligt.

## Berufliche Laufbahn
Ostermeyer trat im Februar 1957 in den richterlichen Dienst ein. Ab März 1965 war er Vorsitzender des Jugendschöffengerichts in Bielefeld. Die Veröffentlichung von Ostermeyers Buch Strafunrecht führte bei seinen Vorgesetzten zu einem Beförderungsstopp. Später wechselte Ostermeyer in Bielefeld vom Jugendgericht an das Familiengericht. Dort führten er und seine Kollegen bei Ehescheidungsprozessen erstmals Anhörungen und Gespräche mit den Kindern der betroffenen Familien ein, um deren Interessen zu ermitteln. Für einige Zeit hatte Ostermeyer einen Lehrauftrag für Strafrecht und Psychoanalyse an der Universität Bielefeld.

## Publizistische Tätigkeit
Seit 1967 veröffentlichte Ostermeyer regelmäßig Artikel in der Zeitschrift Vorgänge und verfasste eine Reihe von Fachbüchern. Er befasste sich kritisch mit dem bundesdeutschen Rechtswesen und stellte das Verhängen von Strafen grundsätzliche in Frage. Ostermeyer strebte eine grundlegende Reform an, wobei es ihm darum ging, Psychoanalyse und Sozialwissenschaften in die Gerichtspraxis einzubeziehen.
Er schrieb auch das Drehbuch der am 3. Juli 1975 ausgestrahlten Folge „Halt – oder ich schieße!“ der Fernsehserie Wie würden Sie entscheiden?. Ebenfalls 1975 erhielt er den Fritz-Bauer-Preis der Humanistischen Union. Er konnte noch seine Autobiographie fertigstellen, die 1985 posthum unter dem Titel Sitz gerade! erschien.

## Parteipolitisches Engagement
Am 23. Februar 1979 organisierte Ostermeyer gemeinsam mit Detlev Freienseher das erste Treffen der Bunten Liste in Bielefeld, die im gleichen Jahr in den dortigen Stadtrat einzog. Bei der Wahl zum ersten europäischen Parlament war Ostermeyer 1979 Ersatzkandidat für Eva Quistorp auf Platz 8 der Liste der Sonstige Politische Vereinigung Die Grünen.

## Werke (Auswahl)
- Im Namen des Volkes, 1968
- Strafunrecht, Hanser, München 1971, ISBN 3-446-11502-1
- mit einem Vorwort von Ulrich Sonnemann: Strafrecht und Psychoanalyse, Goldmann, München 1972, ISBN 3-442-60025-1
- Juristische Zeitbombe. Mißstände in Rechtswissenschaft, Rechtsprechung und Justizwesen, Goldmann, München 11973, 1975, ISBN 3-442-11113-7
- Die bestrafte Gesellschaft. Ursachen und Folgen eines falschen Rechts, Hanser, München, Wien 1975, ISBN 3-446-12069-6
- mit Ekkehard von Braunmühl und Heinrich Kupffer: Gleichberechtigung des Kindes, Fischer-Taschenbuch, Frankfurt am Main, 11976, 1977, ISBN 3-436-02385-X
- Die Revolution der Vernunft. Rettung der Zukunft durch Sanierung d. Vergangenheit , 11977, Extrabuch, Frankfurt am Main, 1984, ISBN 3-88704-116-X
- mit Beiträgen von Liesel Evers: Ehe – Isolation zu zweit. Mißtrauensvoten gegen eine Institution, Fischer-Taschenbuch, Frankfurt am Main, 11979, 1980, ISBN 3-596-23403-4
- Zärtlichkeit, Rowohlt, Reinbek 11982, 1990, ISBN 3-499-18259-9
- Sitz grade! Kindheitsbilder, Extrabuch, Frankfurt am Main 1985, ISBN 3-88704-120-8